# Fabrice Guy
Fabrice Guy (ur. 30 grudnia 1968 w Pontarlier) – francuski kombinator norweski, dwukrotny medalista olimpijski, dwukrotny medalista mistrzostw świata, a także zdobywca Pucharu Świata.

## Kariera
Po raz pierwszy na arenie międzynarodowej Fabrice Guy pojawił się 3 stycznia 1987 roku w zawodach Pucharu Świata w Schonach. Zajął wtedy 55. miejsce w konkursie rozgrywanym metodą Gundersena. Pierwsze pucharowe punkty zdobył już dwa tygodnie później, 17 stycznia w Autrans, zajmując siódme miejsce w Gundersenie. W sezonie 1986/1987 pojawił się jeszcze dwukrotnie, ale wyniku z Autrans nie poprawił i w klasyfikacji generalnej zajął 26. miejsce. Kolejny sezon był już w wykonaniu Francuza słabszy - ani razu nie zdobył punktów i nie został uwzględniony w klasyfikacji generalnej. Wziął jednak udział w igrzyskach olimpijskich Calgary, gdzie indywidualnie był dwudziesty, a wspólnie z kolegami z reprezentacji był ósmy w sztafecie.
Przełom w karierze Guya nastąpił w sezonie 1988/1989. Trzykrotnie znalazł się w czołowej dziesiątce zawodów, przy czym 18 marca 1989 roku w Lake Placid po raz pierwszy stanął na podium pucharowych zawodów zajmując trzecie miejsce. We wszystkich swoich startach punktował dzięki czemu w klasyfikacji generalnej uplasował się na dziewiątej pozycji. W lutym 1989 roku wystąpił na mistrzostwach świata w Lahti. W zawodach indywidualnych zajął 34. miejsce, co było najgorszym wynikiem ze wszystkich reprezentantów Francji. W sztafecie nie wystąpił. Sezony 1989/1990 i 1990/1991 ukończył na szóstej pozycji. Łącznie trzykrotnie stanął na podium: 14 stycznia 1990 roku w Saalfelden am Steinernen Meer był drugi, a 19 stycznia 1990 roku w Murau i 8 marca 1991 roku w Falun był trzeci. Na mistrzostwach świata w Val di Fiemme w 1991 roku Francuzi w składzie: Francis Repellin, Xavier Girard i Fabrice Guy wywalczyli srebrny medal w sztafecie, mimo iż po skokach zajmowali dopiero szóste miejsce. W konkursie indywidualnym Guy uplasował się na trzynastym miejscu i był tym samym najlepszy we francuskiej kadrze.
Najlepsze wyniki Guy osiągnął w sezonie 1991/1992. Z ośmiu pucharowych startów zwyciężył w sześciu zawodach, a w pozostałych dwóch co prawda nie stanął na podium, ale plasował się w czołówce. Pierwsze zwycięstwo w karierze odniósł w Gundersenie rozegranym 14 grudnia 1991 roku w Štrbskim Plesie. W klasyfikacji generalnej zwyciężył z wyraźną przewagą nad Klausem Sulzenbacherem z Austrii i Fredem Børre Lundbergiem z Norwegii. W lutym 1992 roku Guy wystąpił na igrzyskach olimpijskich w Albertville, gdzie osiągnął jeden z największych sukcesów swojej kariery. Francuz zajął trzecie miejsce w skokach do zawodów indywidualnych i do biegu przystąpił ze stratą 46 sekund do prowadzącego Austriaka Klausa Ofnera. Na trasie biegu wyprzedził wszystkich rywali i sięgnął po złoty medal, wyprzedzając swego rodaka Sylvaina Guillaume'a oraz Klausa Sulzenbachera. Był to pierwszy złoty medal wywalczony przez reprezentanta Francji w kombinacji norweskiej. W zawodach drużynowych Francuzi zajmowali po skokach piątą pozycję ze stratą 5:33 minuty. Na trasie biegu zdołali zniwelować stratę do nieco ponad dwóch minut, co jednak wystarczyło do zajęcia czwartego miejsca.
W Pucharze Świata Francuz startował aż do zakończenia sezonu 1998/1999, jednak już nigdy nie stanął na podium. Najbliżej pucharowego podium był 16 grudnia 1995 roku w Sankt Moritz, gdzie był czwarty w Gundersenie. W klasyfikacji generalnej najlepiej wypadł w sezonie 1992/1993, który ukończył na dziesiątej pozycji. Także sukcesów z Albertville nie powtórzył podczas mistrzostw świata w Falun w 1993 roku, gdzie indywidualnie nie znalazł się w czołowej dziesiątce (16. miejsce), a francuska sztafeta ukończył rywalizację dopiero na dziewiątym miejscu. Także z igrzysk w Lillehammer w 1994 roku oraz odbywających się rok później mistrzostw świata w Thunder Bay wrócił bez medalu.
Kolejne trofeum wywalczył na mistrzostwach świata w Trondheim w 1997 roku. W zawodach metodą Gundersena Guy zdobył brązowy medal. Mimo iż po skokach był dopiero dziewiąty na trasie biegowej minął kilku rywali i ostatecznie przegrał tylko z Japończykiem Kenjim Ogiwarą oraz Bjarte Engenem Vikiem z Norwegii. Na tych samych mistrzostwach zajął wspólnie z kolegami ósme miejsce w sztafecie. Ostatni sukces osiągnął podczas igrzysk olimpijskich w Nagano w 1998 roku, gdzie wraz z Sylvainem Guillaume'em, Nicolasem Balem i Ludovikiem Roux zdobył brązowy medal w sztafecie. Po konkursie skoków Francuzi znajdowali się na szóstym miejscu ze startą nieco ponad jednej minuty do prowadzących reprezentantów Finlandii. Na trasie biegu należeli do najszybszych i zdołali przesunąć się aż na trzecią pozycję, wyprzedzając Czechów i Austriaków. Mimo dobrej postawy biegowej na mecie do zwycięskich Norwegów stracili ponad półtorej minuty. W konkursie indywidualnym Guy zaprezentował się słabo, kończąc rywalizację na 29. pozycji.
Ostatnią dużą imprezą w jego karierze były mistrzostwa świata w Ramsau w 1999 roku. Indywidualnie wystąpił tylko w sprincie, w którym uzyskał najgorszy wynik spośród reprezentantów Francji - zajął 39. miejsce. Wziął jednak udział w sztafecie, gdzie Francuzi zajęli czwartą pozycję, przegrywając walkę o brązowy medal z reprezentantami Rosji o zaledwie 0.1 sekundy. Ostatni oficjalny występ Fabrice Guy zanotował 21 marca 1999 roku w Zakopanem, gdzie zajął 33. miejsce w Gundersenie. Po zakończeniu sezonu 1998/1999 zakończył karierę.

## Osiągnięcia

### Igrzyska Olimpijskie
| Miejsce | Dzień     | Rok  | Miejscowość | Konkurencja             | Wynik zwycięzcy | Strata   | Zwycięzca           |
| ------- | --------- | ---- | ----------- | ----------------------- | --------------- | -------- | ------------------- |
| 8.      | 24 lutego | 1988 | Calgary     | Sztafeta K-90/3 × 10 km | 1:20:46,0       | +6:23,4  | RFN                 |
| 20.     | 28 lutego | 1988 | Calgary     | Gundersen K-90/15 km    | 38:16,8         | +3:54,9  | Hippolyt Kempf      |
| 1.      | 12 lutego | 1992 | Albertville | Gundersen K-90/15 km    | 44:28,1         | -        | -                   |
| 4.      | 17 lutego | 1992 | Albertville | Sztafeta K-90/3 × 10 km | 1:23:36,6       | +2:15,5  | Japonia             |
| 6.      | 17 lutego | 1994 | Lillehammer | Sztafeta K-90/3 × 10 km | 1:21.51,8       | +12:41,2 | Japonia             |
| 17.     | 19 lutego | 1994 | Lillehammer | Gundersen K-90/15 km    | 39:07,9         | +6:12,3  | Fred Børre Lundberg |
| 29.     | 14 lutego | 1998 | Nagano      | Gundersen K-90/15 km    | 41:21,1         | +5:22,2  | Bjarte Engen Vik    |
| 3.      | 20 lutego | 1998 | Nagano      | Sztafeta K-90/4 × 5 km  | 54:11,5         | +1:41,9  | Norwegia            |

### Mistrzostwa świata
| Miejsce | Dzień     | Rok  | Miejscowość   | Konkurencja             | Wynik zwycięzcy | Strata  | Zwycięzca           |
| ------- | --------- | ---- | ------------- | ----------------------- | --------------- | ------- | ------------------- |
| 34.     | 18 lutego | 1989 | Lahti         | Gundersen K-90/15 km    | 37:10,7         | +6:51,9 | Trond Einar Elden   |
| 13.     | 7 lutego  | 1991 | Val di Fiemme | Gundersen K-90/15 km    | 41:00,6         | +3:22,0 | Fred Børre Lundberg |
| 2.      | 8 lutego  | 1991 | Val di Fiemme | Sztafeta K-90/3 × 10 km | 1:21:22,5       | +1:16,3 | Austria             |
| 16.     | 18 lutego | 1993 | Falun         | Gundersen K-90/15 km    | 46:47,5         | ?       | Kenji Ogiwara       |
| 8.      | 19 lutego | 1993 | Falun         | Sztafeta K-90/3 × 10 km | 1:19:25,7       | +8:55,3 | Japonia             |
| 8.      | 10 marca  | 1995 | Thunder Bay   | Sztafeta K-90/4 × 5 km  | 56:20,2         | +8.50,8 | Japonia             |
| 3.      | 22 lutego | 1997 | Trondheim     | Gundersen K-90/15 km    | 43:43,1         | +1:19,4 | Kenji Ogiwara       |
| 8.      | 23 lutego | 1997 | Trondheim     | Sztafeta K-90/4 × 5 km  | 52:18,0         | +3:50,9 | Norwegia            |
| 4.      | 25 lutego | 1999 | Ramsau        | Sztafeta K-90/4 × 5 km  | 49:34,2         | +1:53,3 | Finlandia           |
| 39.     | 27 lutego | 1999 | Ramsau        | Sprint K-90/7,5 km      | 17:48,4         | +3:01,8 | Bjarte Engen Vik    |

### Puchar Świata

#### Miejsca w klasyfikacji generalnej
- sezon 1986/1987: 26.
- sezon 1988/1989: 9.
- sezon 1989/1990: 6.
- sezon 1990/1991: 6.
- sezon 1991/1992: 1.
- sezon 1992/1993: 10.
- sezon 1993/1994: 22.
- sezon 1994/1995: 13.
- sezon 1995/1996: 12.
- sezon 1996/1997: 14.
- sezon 1997/1998: 29.
- sezon 1998/1999: 42.

#### Miejsca na podium chronologicznie
| Nr  | Data             | Miejscowość                   | Konkurencja          | Wynik zwycięzcy | Pozycja | Strata  | Zwycięzca           |
| --- | ---------------- | ----------------------------- | -------------------- | --------------- | ------- | ------- | ------------------- |
| 1.  | 18 marca 1989    | Lake Placid                   | Gundersen K90/15 km  | ?               | 3.      | ?       | Trond-Arne Bredesen |
| 2.  | 14 stycznia 1990 | Saalfelden am Steinernen Meer | Gundersen K90/15 km  | ?               | 2.      | +31.3 s | Klaus Sulzenbacher  |
| 3.  | 19 stycznia 1990 | Murau                         | Gundersen K90/15 km  | ?               | 3.      | +18.5 s | Klaus Sulzenbacher  |
| 4.  | 8 marca 1991     | Falun                         | Gundersen K90/15 km  | ?               | 2.      | +4.2 s  | Trond Einar Elden   |
| 5.  | 14 grudnia 1991  | Štrbské Pleso                 | Gundersen K90/15 km  | ?               | 1.      | -       | -                   |
| 6.  | 21 grudnia 1991  | Courchevel                    | Gundersen K90/15 km  | ?               | 1.      | -       | -                   |
| 7.  | 4 stycznia 1992  | Schonach                      | Gundersen K90/15 km  | ?               | 1.      | -       | -                   |
| 8.  | 18 stycznia 1992 | Murau                         | Gundersen K90/15 km  | ?               | 1.      | -       | -                   |
| 9.  | 10 marca 1992    | Trondheim                     | Gundersen K115/15 km | ?               | 1.      | -       | -                   |
| 10. | 13 marca 1992    | Oslo                          | Gundersen K115/15 km | ?               | 1.      | -       | -                   |

### Puchar Kontynentalny

#### Miejsca w klasyfikacji generalnej
- sezon 1990/1991: 8.
- sezon 1993/1994: 39.

#### Miejsca na podium chronologicznie
| Nr | Data            | Miejscowość | Konkurencja         | Wynik zwycięzcy | Pozycja | Strata | Zwycięzca |
| -- | --------------- | ----------- | ------------------- | --------------- | ------- | ------ | --------- |
| 1. | 23 grudnia 1990 | Chaux-Neuve | Gundersen K90/15 km | ?               | 1.      | -      | -         |